# جواز سفر موناكوي
يصدر جواز سفر موناكوي لمواطني موناكو للسفر الدولي. في عام 2009 تم إصدار ما يقدر ب 6000 جواز سفر في البلاد.

## متطلبات التأشيرة

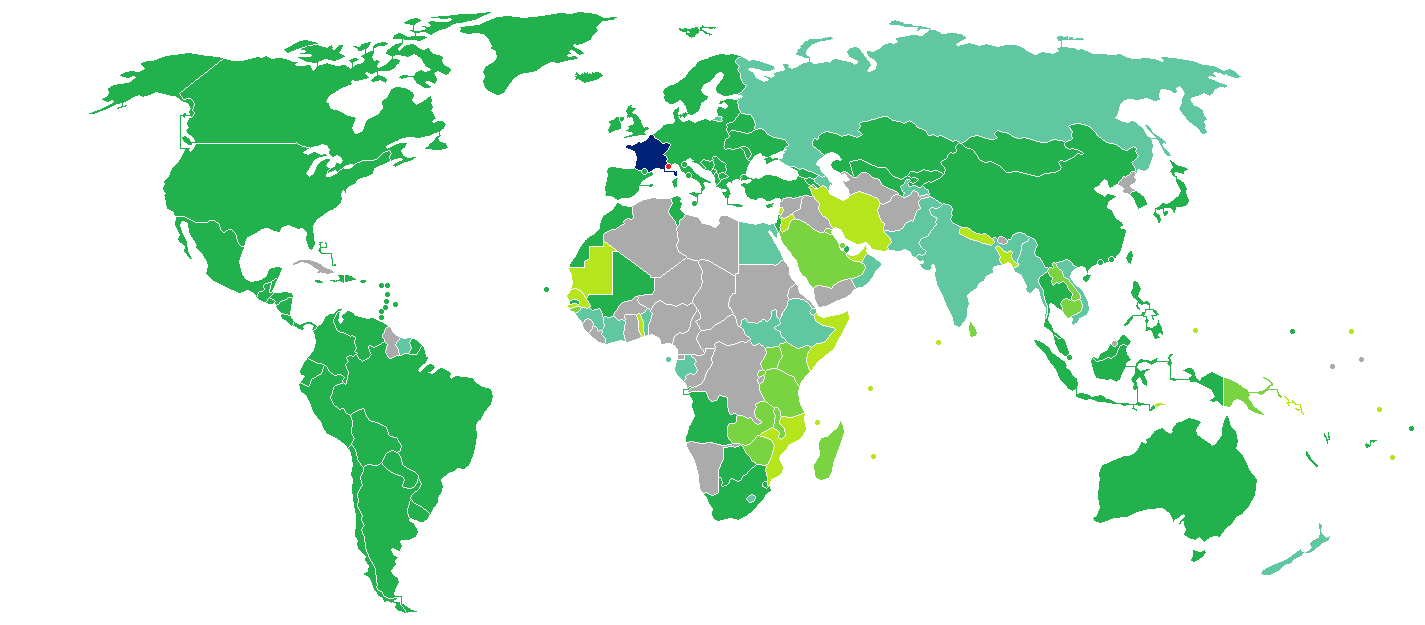
البلدان والأقاليم التي لا تفرض تأشيرة أو تطلب تأشيرة دخول عند الوصول للجهة، لحاملي جواز سفر موناكوي.

اعتبارًا من 13 أبريل 2021 كان مواطنو موناكو يتمتعون بإمكانية دخول 175 دولة وإقليم بدون تأشيرة أو تأشيرة عند الوصول، مما جعل جواز سفر موناكو يحتل المرتبة 14 بشكل عام وأعلى جواز سفر دولة أوروبية لا تنتمي إلى الاتحاد الأوروبي أو الرابطة الأوروبية للتجارة الحرة من حيث حرية السفر وفقًا مؤشر هينلي لجوازات السفر.